# 前田光繁
前田光繁（1916年9月25日—），又名杉本一夫，出生于日本京都，曾加入八路军，是八路军中的第一个日本士兵。曾创建“日本士兵觉醒联盟”。

## 生平
出生於京都府小手工業者家庭。從京城市立工商專門學校畢業後，1936年志願加入海軍，後加入吳市海兵團，但是因病退伍。
他繼續在八路軍工作，並於1938年奉命返回日本。回國後，他一直擔任日中友好協會理事。2016年，他一百歲。